# Кенгуру (конкурс)
Кенгуру, официальное международное название Международный Математический Кенгуру (англ. International Mathematical Kangaroo) или «Кенгуру без границ» (фр. Kangourou sans frontières) — международный математический конкурс-игра для школьников.

## История

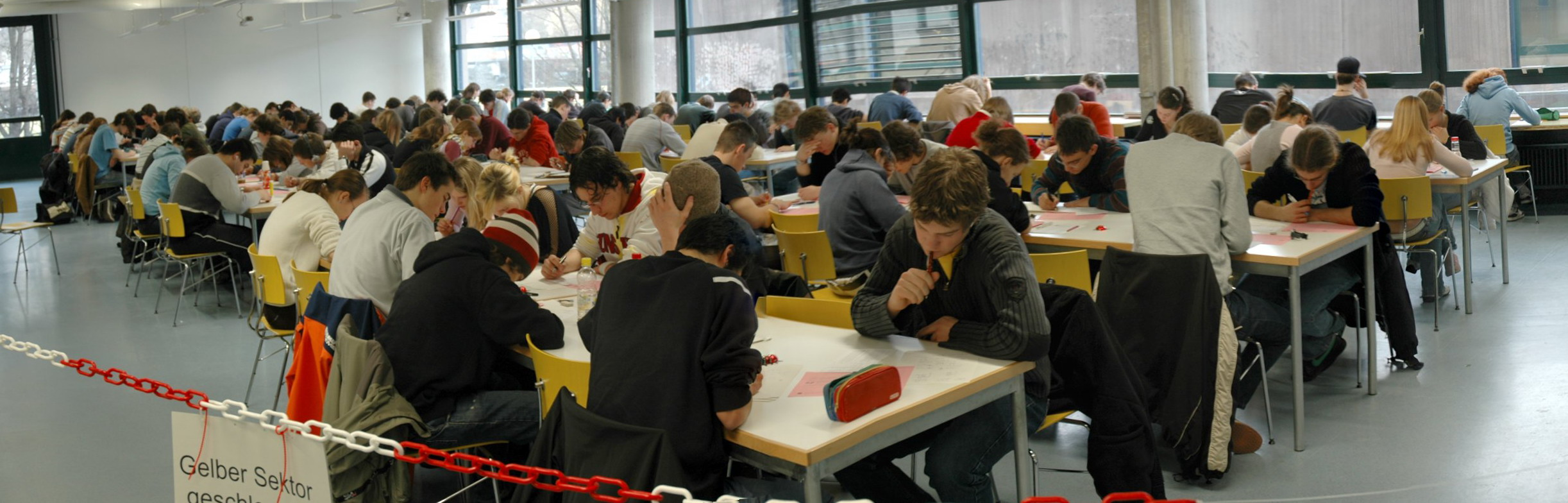
Участники конкурса в Германии, 2006

Идея конкурса принадлежит австралийскому математику и педагогу Питеру О’Хэллорану (англ. Peter O’Halloran; 1931—1994), который придумал разделить задания по категориям сложности и предложить их в форме теста с выбором ответов. В 1978 году по идее О’Хэллорана был проведён первый подобный Австралийский математический конкурс (англ. Australian Mathematics Competition). В 1991 году конкурс был проведён во Франции, организаторами конкурса стали профессор математики Парижского университета 7 Андре Деледик (фр. André Deledicq) и профессор математики Марсельского университета Жан-Пьер Будан.
С 1991 года была введена плата за участие, появились символические подарки победителям. После этого конкурсу перестали требоваться спонсоры. Результаты конкурса подсчитываются компьютером.
В 2008 году в «Кенгуру» участвовали более 5 миллионов школьников из 42 стран. В частности, в России конкурс проводится с 1994 года; в 2008 году в нём участвовали около 1,6 миллионов учащихся.

## Проведение конкурса и задания
В России конкурс впервые был проведен в 1994 году по инициативе Санкт-Петербургского Математического общества.
Начиная с 1995 года проведением конкурса руководит Российский оргкомитет, созданный в Санкт-Петербурге при Институте продуктивного обучения Российской академии образования. Деятельность оргкомитета поддерживается Санкт-Петербургским Математическим обществом и Российским государственным педагогическим университетом им. А. И. Герцена.
В Беларуси конкурс организует общественное объединение Белорусская ассоциация «Конкурс».
Конкурс «Кенгуру» проводится в Беларуси с 1994 года.
В Украине организацией конкурса занимается Львовский физико-математический лицей.
Конкурс проводится в Украине с 1997 года.
Конкурс проводится ежегодно в третий четверг марта.
Соревнования проходят непосредственно в школах.
Задания составляются для шести возрастных категорий: PreEcolier (в России — 1-е и 2-е классы), Ecolier (3-е и 4-е классы), Benjamin (5-е и 6-е классы), Cadet — (7-е и 8-е классы), Junior (9-е, 10-е и 11-е классы) и Student (в России не проводится).
В каждом варианте определенное количество задач, разбитых на три категории сложности: 10 задач ценностью по 3 балла каждая, 10 — по 4 и 10 — по 5 баллов.
Для конкурса выбираются занимательные задачи, похожие на головоломки и олимпиадные задачи с несколькими вариантами ответа, время на решение ограничено 75 минутами.

## Похожие конкурсы
В России также проводятся:
- Тестирование «Кенгуру — выпускникам» для учеников 4, 9 и 11-х классов. Предназначен прежде всего для самопроверки готовности выпускников к продолжению образования. Тест состоит из утверждений, с которыми надо либо согласиться, либо нет. В тесте для 4-классников 36 утверждений, для 9-классников — 48 утверждений, а в 11 классе — 60 утверждений.
- Конкурс для учителей «Кенгуру-прогноз»: учителя пытаются угадать, насколько сложными для учеников будут те или иные вопросы теста.
- Конкурс языкознания «Русский медвежонок»
- Конкурс по английскому языку «British bulldog»
- Конкурс по информатике «Кит»
- Комплексный конкурс по нескольким школьным предметам «Игры разума»
- «Полиатлон-мониторинг»: 30 тестовых заданий — по 6 заданий по пяти разделам: математике, русскому языку, биологии, истории, на общее развитие.
- «Интеллектуальное Многоборье Евразия». Конкурс проводится по: информатике, географии, физической культуре и ОБЖ, химии/естествознанию, филологии, физике, истории, математике, биологии, обществознанию, английскому языку.
- «Олимпис» - конкурс для учеников 1-11 классов по 10 предметам: русский язык и литература, английский язык, математика, биология, информатика, история, география, физика, химия, обществознание.

В Белоруссии также проводятся:
- Конкурс по физике «Зубрёнок».
- Конкурс по белорусскому языку и литературе «Буслік».
- Конкурс по русскому языку и литературе «Журавлик».
- Конкурс по иностранным языкам «Лингвистёнок».
- Конкурс по информатике «Инфомышка».
- Конкурс по биологии «Синица».
- Конкурс по истории «Кентаврик».
- Конкурс по химии «Белка».
- Конкурс по географии «Глобусенок».
- Конкурс по физкультуре «Олимпионок».
- Природоведческий конкурс «Колосок».